# Lerchea sinica
Lerchea sinica là một loài thực vật có hoa trong họ Thiến thảo. Loài này được (H.S.Lo) H.S.Lo mô tả khoa học đầu tiên năm 1998.